# Тед Кеннеді (хокеїст)
Тед Кеннеді (англ. Ted Kennedy; 12 грудня 1925, Порт-Колборн — 14 серпня 2009, Порт-Колборн) — канадський хокеїст, що грав на позиції центрального нападника.
Член Зали слави хокею з 1966 року. Володар Кубка Стенлі. Провів понад 700 матчів у Національній хокейній лізі.

## Ігрова кар'єра
Хокейну кар'єру розпочав 1942 року.
Усю професійну клубну ігрову кар'єру, що тривала 16 років, провів, захищаючи кольори команди «Торонто Мейпл-Ліфс». Разом з Вікі Линном та Гові Мікером склали так звану ланку «The K-L-M Line» та тричі допомогли команді здобути Кубок Стенлі.
Загалом провів 774 матчі в НХЛ, включаючи 78 ігор плей-оф Кубка Стенлі.

## Нагороди та досягнення
- Володар Кубка Стенлі в складі «Торонто Мейпл-Ліфс» — 1945, 1947, 1948, 1949, 1951.
- Учасник матчу усіх зірок НХЛ — 1947, 1948, 1949, 1950, 1951, 1954.
- Друга команда всіх зірок НХЛ — 1950, 1951, 1954.
- Пам'ятний трофей Гарта — 1955.

Входить до числа 100 найкращих гравців НХЛ за версією журналу The Hockey News під 57 номером.

## Статистика
| Сезон        | Клуб                   | Ліга         | Регулярний сезон | Регулярний сезон | Регулярний сезон | Регулярний сезон | Регулярний сезон | Плей-оф | Плей-оф | Плей-оф | Плей-оф | Плей-оф |
| Сезон        | Клуб                   | Ліга         | І                | Г                | П                | О                | ШХ               | І       | Г       | П       | О       | ШХ      |
| ------------ | ---------------------- | ------------ | ---------------- | ---------------- | ---------------- | ---------------- | ---------------- | ------- | ------- | ------- | ------- | ------- |
| 1942–43      | «Порт-Колборн Сейлорс» | ОХА          | 23               | 23               | 29               | 52               | 15               | —       | —       | —       | —       | —       |
| 1942–43      | «Торонто Мейпл-Ліфс»   | НХЛ          | 2                | 0                | 1                | 1                | 0                | —       | —       | —       | —       | —       |
| 1943–44      | «Торонто Мейпл-Ліфс»   | НХЛ          | 49               | 26               | 23               | 49               | 2                | 5       | 1       | 1       | 2       | 4       |
| 1944–45      | «Торонто Мейпл-Ліфс»*  | НХЛ          | 49               | 29               | 25               | 54               | 14               | 13      | 7       | 2       | 9       | 2       |
| 1945–46      | «Торонто Мейпл-Ліфс»   | НХЛ          | 21               | 3                | 2                | 5                | 4                | —       | —       | —       | —       | —       |
| 1946–47      | «Торонто Мейпл-Ліфс»*  | НХЛ          | 60               | 28               | 32               | 60               | 27               | 11      | 4       | 5       | 9       | 4       |
| 1947–48      | «Торонто Мейпл-Ліфс»*  | НХЛ          | 60               | 25               | 21               | 46               | 32               | 9       | 8       | 6       | 14      | 0       |
| 1948–49      | «Торонто Мейпл-Ліфс»*  | НХЛ          | 59               | 18               | 21               | 39               | 25               | 9       | 2       | 6       | 8       | 2       |
| 1949–50      | «Торонто Мейпл-Ліфс»   | НХЛ          | 53               | 20               | 24               | 44               | 34               | 7       | 1       | 2       | 3       | 8       |
| 1950–51      | «Торонто Мейпл-Ліфс»*  | НХЛ          | 63               | 18               | 43               | 61               | 32               | 11      | 4       | 5       | 9       | 6       |
| 1951–52      | «Торонто Мейпл-Ліфс»   | НХЛ          | 70               | 19               | 33               | 52               | 33               | 4       | 0       | 0       | 0       | 4       |
| 1952–53      | «Торонто Мейпл-Ліфс»   | НХЛ          | 43               | 14               | 23               | 37               | 42               | —       | —       | —       | —       | —       |
| 1953–54      | «Торонто Мейпл-Ліфс»   | НХЛ          | 67               | 15               | 23               | 38               | 78               | 5       | 1       | 1       | 2       | 2       |
| 1954–55      | «Торонто Мейпл-Ліфс»   | НХЛ          | 70               | 10               | 42               | 52               | 74               | 4       | 1       | 3       | 4       | 0       |
| 1956–57      | «Торонто Мейпл-Ліфс»   | НХЛ          | 30               | 6                | 16               | 22               | 35               | —       | —       | —       | —       | —       |
| Усього в НХЛ | Усього в НХЛ           | Усього в НХЛ | 696              | 231              | 329              | 560              | 432              | 78      | 29      | 31      | 60      | 32      |

* Володар Кубка Стенлі